# محمد أمين الرياحي
محمد أمين الرياحي (الفارسية: محمدامین ریاحی؛ 1 تموز 1923، في خوي - 15 أيار 2009، في طهران) كان باحثًا أدبيًا إيرانيًا بارزًا في الأدب الفارسي، ومؤرخًا، وكاتبًا، ورجل دولة. بالإضافة إلى كونه أحد مؤلفي قاموس دهخدا والموسوعة الإيرانية، كان مؤلفًا ومحررًا للعديد من الكتب العلمية المعروفة. حصل محمد أمين الرياحي على درجة الدكتوراه في الأدب الفارسي من جامعة طهران تحت إشراف بديع الزمان فروزانفر. اشتهر الرياحي بأعماله العلمية في الشاهنامة والفردوسي والحافظ واللغات الإيرانية القديمة (خاصة اللغة الأذرية). وقد أصدر طبعات نقدية لبعض النصوص الفارسية الكلاسيكية الرئيسية مثل مرصاد العباد ونزهة المجالس. على مدى 60 عامًا، نشر العديد من المقالات العلمية، وقد جُمعَت مجموعة مختارة منها في مجلد بعنوان أربعون مقالًا عن اللغة والأدب وتاريخ إيران.
من بين المناصب الثقافية العديدة التي شغلها خلال مسيرته المهنية، كان الرياحي أستاذًا في جامعة طهران، وعضوًا مؤسسًا ورئيسًا لاحقًا لمؤسسة الشاهنامه (1971-1979)، ونائب رئيس الأكاديمية الإيرانية للآداب والفنون، ووزيرًا للتعليم الإيراني (1979).

## قائمة المراجع المختارة
الطبعات النقدية للكتب الفارسية القديمة:
- جهان نامه ، محمد بن نجيب بكران (1963)
- مفتاح المعاملت ، محمد بن أيوب الطبري (1970)
- مرصاد العباد ، نجم الدين الرازي (1973)
- الأمرائي نادري ، محمد كاظم مرفي (1983)
- نزهة المجالس ، جمال خليل شرفاني (1996)

كتب البحث الأدبي والتاريخي:
- كيساي مرفازي، حياته وشعره (1988)
- شعر وأفكار حافظ (1988)
- اللغة والأدب الفارسي في الأراضي العثمانية (1990)
- تاريخ خوي (1993)
- المصادر المبكرة عن الفردوسي والشاهنامه (1993)
- الفردوسي، حياته، أفكاره وشعره (1996)
- أربعون مقالاً عن اللغة والأدب وتاريخ إيران (2000)

## روابط خارجية
بعض المقالات الموسوعية:
- نزهة المجالس في الموسوعة الإيرانية
- ضياء، نجم الدين في الموسوعة الإيرانية